# Guerville (Yvelines)
Guerville è un comune francese di 2 068 abitanti situato nel dipartimento degli Yvelines nella regione dell'Île-de-France.

## Società

### Evoluzione demografica
Abitanti censiti